# Аргей (Місяць)

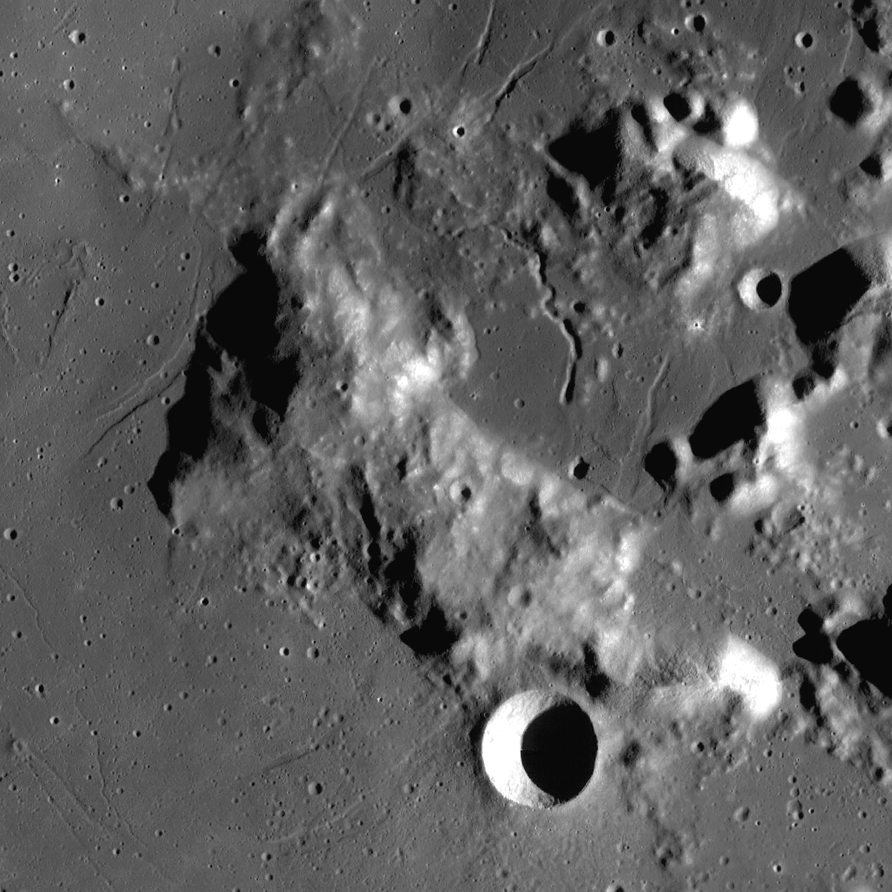
Гора Аргей (мозаїка знімків зонда LRO). Ширина зображення — 80 км

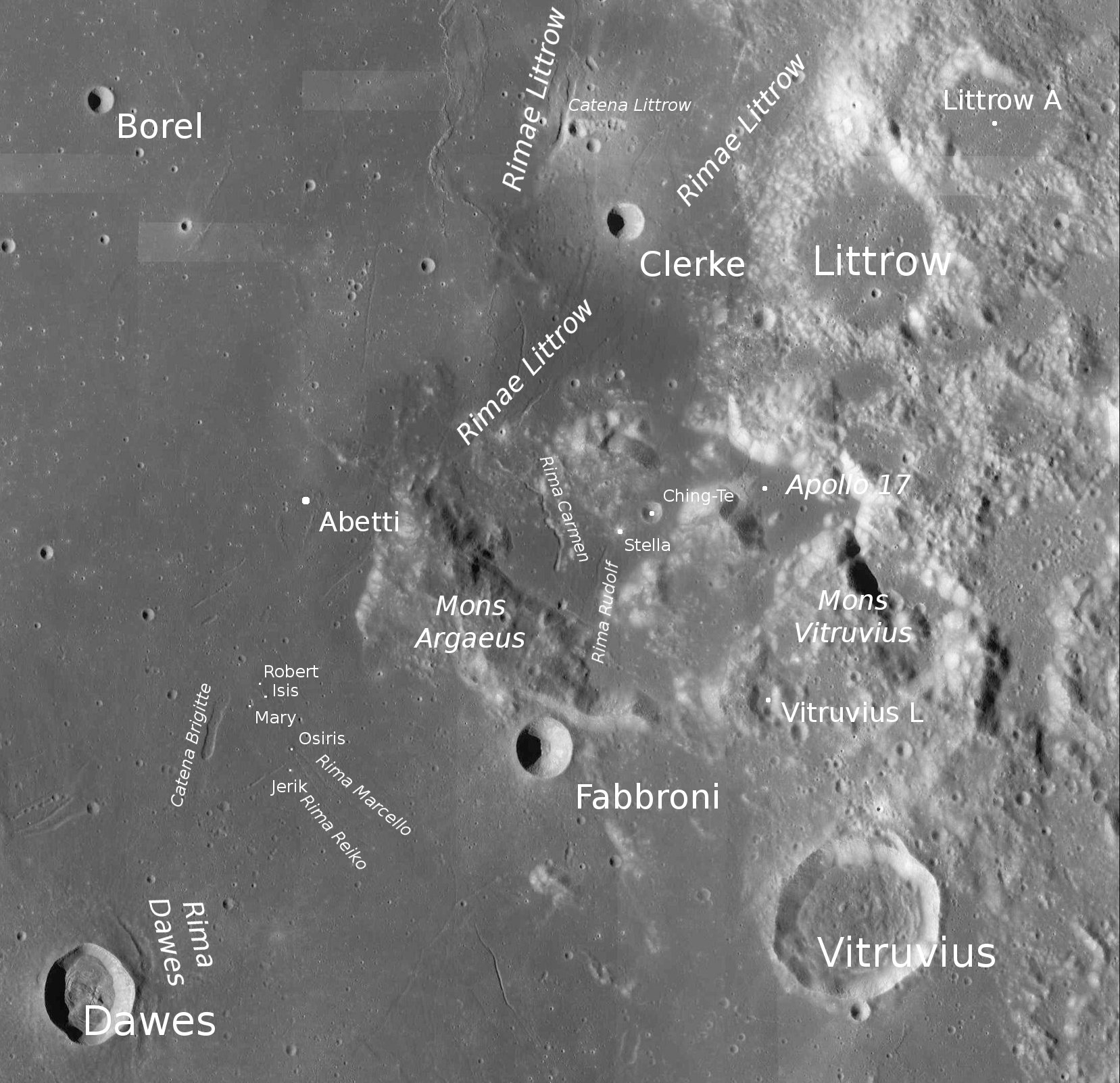
Гора Аргей (біля центру) та околиці. Ліворуч угорі — Море Ясності, внизу — Море Спокою

Гора Аргей (лат. Mons Argaeus) — гора на видимому боці Місяця, на межі морів Ясності та Спокою. Утворює мис, що вклинюється між ними зі сходу. Розміри основи — 65×30 км, координати центру — 19°20′ пн. ш. 29°01′ сх. д. / 19.33° пн. ш. 29.01° сх. д.. Вершина височіє над сусідніми ділянками морів на 2,3–2,7 км, а її абсолютна висота складає −0,29 км.

## Назва
Гора дістала давньогрецьку назву вулкана Ерджіяс у нинішній Туреччині, тому що стоїть недалеко від Таврських гір — як і земний Ерджіяс від земного Тавра. Цю назву (англ. Mount Argaeus) запропонував 1859 року Томас Вільям Вебб, а 1935 року затвердив Міжнародний астрономічний союз. На початку 1960-х років їй було надано латинізованого вигляду Mons Argaeus. Раніше гора мала й іншу назву: в 19 столітті Йоганн Фрідріх Юліус Шмідт назвав її мисом Шаміссо (Cape Chamisso) — можливо, на честь Адельберта фон Шаміссо.

## Опис
Найвища вершина гори розташована на її північному заході. На світанку вона кидає на морські рівнини довгу тінь і є цікавим об'єктом для аматорських спостережень.
Біля південного схилу гори Аргей лежить молодий 11-кілометровий кратер Фабброні. За 12 км на захід від гори розташований 1,6-кілометровий кратер Абетті. В околицях цієї гори назви отримали і ще кілька дрібних кратерів. На північ від гори тягнеться кілька борозен: борозни Літтрова, борозна Кармен та борозна Рудольфа. Дещо східніше лежать 30-кілометровий кратер Вітрувій, його 5-кілометровий сателіт Вітрувій L та гора Вітрувія.
1972 року за 60 км на північний схід від гори Аргей (в долині Таурус-Літтров) приземлився «Аполлон-17».